# Torrelles de Llobregat (ort)
Torrelles de Llobregat är en ort i Spanien.   Den ligger i provinsen Província de Barcelona och regionen Katalonien, i den östra delen av landet, 500 km öster om huvudstaden Madrid. Torrelles de Llobregat ligger 162 meter över havet och antalet invånare är 4 535.
Terrängen runt Torrelles de Llobregat är kuperad åt nordväst, men åt sydost är den platt. Terrängen runt Torrelles de Llobregat sluttar österut. Runt Torrelles de Llobregat är det mycket tätbefolkat, med 6 019 invånare per kvadratkilometer. Närmaste större samhälle är Barcelona, 15,3 km öster om Torrelles de Llobregat. Runt Torrelles de Llobregat är det i huvudsak tätbebyggt.